# Municipio de Barr (Indiana)
El municipio de Barr (en inglés: Barr Township) es un municipio ubicado en el condado de Daviess en el estado estadounidense de Indiana. En el año 2010 tenía una población de 4811 habitantes y una densidad poblacional de 25,38 personas por km².

## Geografía
El municipio de Barr se encuentra ubicado en las coordenadas 38°40′12″N 87°0′31″O / 38.67000, -87.00861. Según la Oficina del Censo de los Estados Unidos, el municipio tiene una superficie total de 189.55 km², de la cual 186,6 km² corresponden a tierra firme y (1,56 %) 2,95 km² es agua.

## Demografía
Según el censo de 2010, había 4811 personas residiendo en el municipio de Barr. La densidad de población era de 25,38 hab./km². De los 4811 habitantes, el municipio de Barr estaba compuesto por el 99,65 % blancos, el 0,04 % eran afroamericanos, el 0,06 % eran asiáticos, el 0,08 % eran de otras razas y el 0,17 % eran de una mezcla de razas. Del total de la población el 0,5 % eran hispanos o latinos de cualquier raza.